# Kongenitale Tibiapseudarthrose
Eine kongenitale oder infantile Tibiapseudarthrose (lat. Crus varum congenitum, engl. Congenital pseudarthrosis of the tibia) stellt eine seltene Sonderform einer Pseudarthrose am Unterschenkel dar, welche sowohl die Tibia als auch die Fibula sowie die begleitenden Weichteile betrifft und häufig bei Patienten mit Neurofibromatose auftritt.
Im Grunde handelt es sich um eine zunehmende Verkrümmung der Unterschenkelknochen mit Infraktionen oder Frakturen, die nicht ausheilen, sondern eine Tendenz zum Ausdünnung der Kompakta und Knochenrückbildung aufweisen. Betroffen ist in der Regel das mittlere und/oder distale Drittel der Tibia. Die Pseudarthrose ist entgegen der so üblichen Bezeichnung nicht angeboren, lediglich die Neigung dazu.
Die Erkrankung zählt zu den angeborenen Fehlbildungen des Unterschenkels und tritt häufig zusammen mit einer Hypoplasie der Tibia auf.

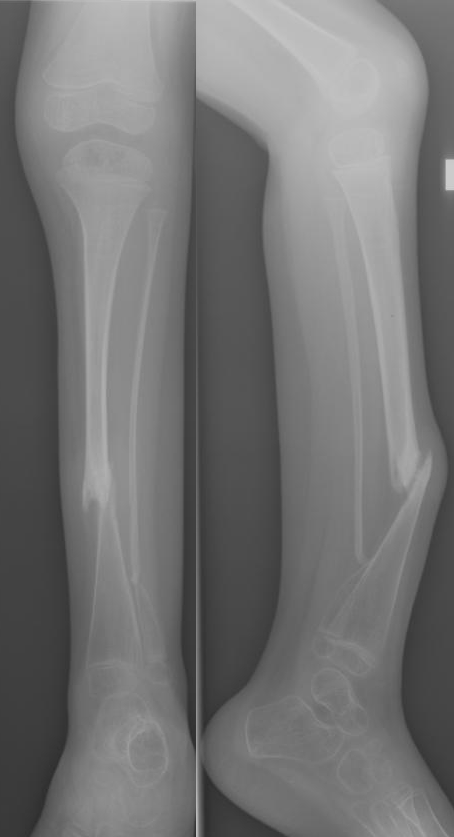
Röntgenbild einer kongenitalen Tibiapseudarthrose

## Epidemiologie
Die Erkrankung kommt etwa 1:200 000 Geburten vor.

## Ursachen
Als Ursache wird eine umschriebene Störung der Knochenbildung angenommen. Histologisch werden im Gewebe der Pseudarthrose Neurofibrome oder hamartomartige Gewebsproliferationen gefunden.

## Einteilung
Je nach Ausprägung der radiologisch fassbaren Veränderung kann eine Klassifikation erfolgen, z. B. nach Crawford
- Typ I         crus antecurvatum, nur Antekurvation und Kortikalisverdickung
- Typ II crus varum et antecurvatum, Antekurvation + Varusverbiegung + Sklerosierung
- Typ III zystische Strukturveränderung wie bei Fibröser Dysplasie, Frakturen im 1. Lebensjahr
- Typ IV dysplastisch, Knochen ausgedünnt, sklerosiert, verschmächtigt.

Die beiden letzten Formen finden sich häufig bei der Neurofibromatose.

## Diagnose
Leitsymptom ist Antekurvation und Beinverkürzung des Unterschenkels, die Diagnose wird mittels Röntgenbild gestellt. Die Erkrankung wird bereits in den ersten Lebensjahren auffällig
Die Kernspintomographie dient zur präoperativen Planung mit Darstellung der genauen Ausdehnung der zu resezierenden Veränderungen. Typischerweise sind die abnormen Gewebsanteile auf T2-gewichteten Sequenzen signalintensiv und nehmen Kontrastmittel auf.
Abzugrenzen ist die Tibia recurvata mit deutlich günstigerem Verlauf.

## Behandlung
Die Behandlung hängt vom Typ ab und ob sich bereits eine Pseudarthrose gebildet hat.
So kann durch Orthesen eine Frakturierung vermieden werden.
Kausal hilft nur die Resektion der Pseudarthrose mit dem gesamten veränderten Gewebe (siehe #Ursachen).
Infrage kommt ein gefäßgestielter Transfer der Fibula der Gegenseite, Fixateur-externe-Behandlung und andere.
Aufgrund der Seltenheit der Erkrankung und der Aufwendigkeit der Behandlung sollte diese an einem spezialisierten Zentrum erfolgen.